# Мутаево
Мутаево (баш. Мотай) — деревня в Мелеузовском районе Республики Башкортостан Российской Федерации. Входит в состав Сарышевского сельсовета.

## География

### Географическое положение
Находится на берегу реки Белой.
Расстояние до:
- районного центра (Мелеуз): 38 км,
- центра сельсовета (Сарышево): 7 км,
- ближайшей ж/д станции (Мелеуз): 38 км.

## Население
| 2002 | 2009 | 2010 |
| ---- | ---- | ---- |
| 152  | ↗156 | ↘153 |

Национальный состав
Согласно переписи 2002 года, преобладающая национальность — башкиры (88 %).